# Rasvena
Rasvena is een geslacht van steenvliegen uit de familie groene steenvliegen (Chloroperlidae). De wetenschappelijke naam van het geslacht is voor het eerst geldig gepubliceerd in 1952 door Ricker.

## Soorten
Rasvena omvat de volgende soorten:
- Rasvena terna (Frison, 1942)